# Norrbottens flygflottilj
| Norrbottens flygbaskårs vapen 1941-1963. |  | Norrbottens flygflottiljs vapen 1963-1994. |
| Norrbottens flygbaskårs vapen 1941-1963. |  | Norrbottens flygflottiljs vapen 1963-1994. |

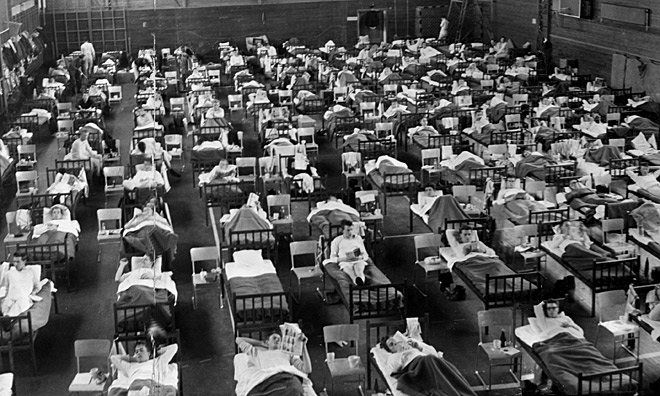
168 asiatensjuka värnpliktiga i en gymnastiksal på F 21 i Luleå. Bilden är tagen 1957.

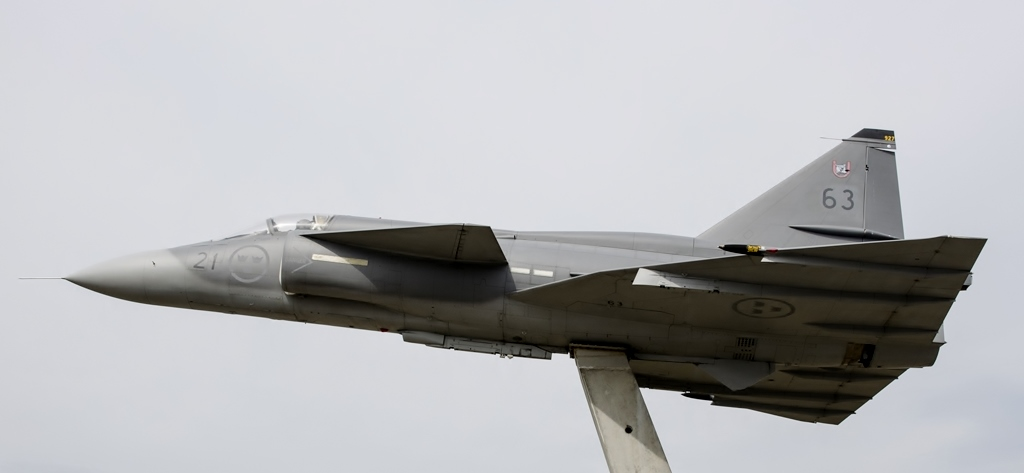
AJSH 37 Viggen (37927) På pelare utanför Biltema i Luleå.

Norrbottens flygflottilj (F 21) eller F 21 Luleå är en flygflottilj inom svenska flygvapnet som verkat i olika former sedan 1941. Förbandsledningen är förlagd i Luleå garnison vid Luleå flygplats.

## Historik
Olika intressenter i Norrland gjorde under andra världskriget framställningar till regeringen om att minst en flygflottilj skulle förläggas till Övre Norrland. Detta med bakgrund av att det vid den tidpunkten inte fanns något flygvapenförband förlagt norr om Östersund. Från försvarsstaben ställde man sig positiv till tanken att förlägga en flottilj till Övre Norrland. Ledningen för Flygvapnet framförde dock vissa betänkligheter gällande svårigheter med rekrytering, ökade underhållskostnader, tidskrävande resor och avlägsen placering av personal. Man hävdade även att de norrländska malmfälten kunde förlita sig till de markstyrkor som fanns i regionen för sitt försvar.
I 1941 års vårriksdag beslutades det om en utökning av Flygvapnet, men någon flottilj kom ändå inte att förläggas till Övre Norrland. Som en kompromiss beslutades istället att en permanent flygbasorganisation skulle sättas upp och förläggas till Kallax strax söder om Luleå, och förbandet skulle heta Norrbottens flygbaskår (F 21). Flygbaskåren skulle ha i uppgift att betjäna Kallaxbasen vid övningar och tillfälligt förlagda flygdivisioner. Uppsättningen av förbandet skulle påbörjas den 1 juli 1941, Norrbottens flygkår skulle vara en basorganisation för olika förband från södra Sverige som tillfälligt omgrupperade till övre Norrland. Flygbaskåren utrustades med några lätta sambandsflygplan S 9 samt en flygambulans. En intressant notering är att förbandsnumret 21 fördelades till ett förband, innan riksdagen hade beslutat om uppsättning av bland annat F 16 och F 20 i Uppsala och F 17 i Blekinge. 
Genom 1942 års försvarsbeslut, vilket antogs av riksdagens den 17 juni 1942, anmodades flygvapnet att sätta upp nio nya flygflottiljer åren 1942–1947. Vidare skulle även fem flygbasområden inrättas inom varje militärområde. Inom Övre Norrlands militärområde skulle Övre Norrlands flygbasområde (Flybo ÖN) sättas upp. Detta medförde ett ökat ansvarsområde för F 21. Bland annat kom F 21 att svara för tillsyn och underhåll av flygfälten i Boden, Kalix, Kiruna och Nordmaling, och chefen för Norrbottens flygbaskår blev tillika chef för flygbasområdet.
År 1943 förlade Flygvapnet en ny fackskola till Luleå, Flygvapnets flygbefälsskola (FBS). Skolan startade officiellt sin verksamhet den 17 maj 1943, och kom att utbilda personal i den praktiska utbildningen i bombfällning och skjutning. År 1944 sattes en fallskärmshopparskola upp för de norska polistrupperna, med användande av amerikanska flygplan av typ C-47 Skytrain. Det var den första militära fallskärmsskolan i Sverige.
År 1949 erhöll F 21 sin första division, 211. spaningsdivisionen, med anropssignal Urban Röd. Detta skedde i samband med att Östgöta flygflottilj (F 3) omorganiserades 1948 från spaningsflottilj till jaktflottilj. Flygplanen som tillfördes F 21 under våren 1949 var tio S 18, vilka var modifierade B 18A. och tolv S 26 Mustang, vilka var modifierade J 26:or. Flygbaskåren som därmed även fick egna flygande förband, kom från 1949 att ingå i Fjärde flygeskadern (E 4). År 1953 utgick S 26 Mustang och ersattes tillfälligt för ett år med S 28 Vampire. År 1954 kom istället spaningsdivisionen att beväpnas med S 29 Tunnan, som var en obeväpnad spaningsversionen. F 21 hade därmed helt gått in i jetåldern.
År 1957 avvecklades Övre Norrlands flygbasområde (Flybo ÖN), och ersattes av två luftförsvarssektorer. Dessa ansvarade F 21 för, men dess verksamheter var förlagda till andra platser. Samma år förlades staben för Fjärde flygeskadern inom flottiljområdet, där den blev kvar till sin avveckling hösten 1966.
Inför försvarsbeslutet 1958 föreslog regeringen för riksdagen att två flygflottiljer skulle avvecklas på grund av minskade anslag till flygvapnet, eller rättare sagt en reducering av krigsorganisationen. Målet var att skapa ett ekonomiskt utrymme för modernisering av de kvarvarande delarna av flygvapnet, bland annat genom införandet av flygplanen Saab 32 Lansen och Saab 35 Draken. Det innebar en satsning på kvalitet framför kvantitet, något som hela försvaret genomgick vid denna tidpunkt. De två flygflottiljer som föreslogs att avvecklas var Svea flygflottilj (F 8) och Hallands flygflottilj (F 14). Den föreslagna reduktionen av flygvapnet skulle dock gå ut över jaktflyget. Hur flygvapnets freds- och krigsorganisation skulle utformas skulle vidareutredas för att utgöra underlag för en proposition till 1959 års riksdag. I december 1958 antog riksdagen propositionen, vilken för flygvapnet enbart beslutade att Svea flygflottilj (F 8) och Hallands flygflottilj (F 14) skulle avvecklas. Förutom att två flygflottiljer avvecklades, innebar beslutet för flygvapnets del att även antalet flygdivisioner reducerades. Inför 1959 års riksdag föreslog regeringen för riksdagen, efter förslag från chefen för flygvapnet, om en förstärkt beredskap i övre Norrland. Flygvapenchefen föreslog att en jaktflygdivision skulle överföras från Kalmar flygflottilj (F 12) till Norrbottens flygbaskår (F 21). Vidare föreslog flygvapenchefen samtidigt att Norrbottens flygbaskår med tillförandet av en ytterligare flygdivision skulle omorganiseras till flygflottilj. Regeringen delade flygvapenchefen gällande omlokaliseringen av jaktflygdivisionen, dock valde regeringen att inte ta någon ställning i den frågan om att omorganisera flygbaskåren till flygflottilj till 1959 års riksdag.
Den jaktflygdivision vid Kalmar flygflottilj (F 12) som överfördes till Norrbottens flygbaskår (F 21), var 121. jaktdivisionen (Ludvig Röd) tillsammans med ett flygbaskompani. Den 1 oktober 1961 överlämnade chefen för F 12, överste Thomas Stålhandske sin flygdivision Ludvig Röd, till chefen F 21 överste Bengt Bellander, som tog emot den som Urban Blå. Att flygbaskåren mottog en ny flygdivision, krävde en utbyggnad av hangarområdet. En ny hangar med måtten 216 ˣ 50 meter uppfördes, vilken var den största överjordiska anläggning som fram till 1960-talet uppförts genom Fortifikationsverket. Att flygbaskåren som nu bestod av två flygdivisioner, i även i praktiken hade en flottiljorganisation medförde att kåren den 1 juli 1963 fick det nya namnet Kungl. Norrbottens flygflottilj (F 21). Flottiljens två divisioner kom åren 1959–1961 att beväpnas med två versioner av Saab 32 Lansen. Spaningsdivisionen tillfördes S 32 Lansen och jaktdivisionen J 32B Lansen.
År 1966 tillfördes flottiljen Saab 35 Draken, då spaningsdivisionen beväpnades med S 35E Draken. Tre år senare, 1969, tillfördes även jaktdivisionen Draken, i form av J 35D. Den 29 maj 1972 antog riksdagen regeringenS proposition gällande försvarsbeslutet 1972, vilket resulterade att försvaret fick anpassa sig till en betydligt lägre ekonomisk nivå än tidigare. För flygvapnets del nedprioriterades attackflyget. Antalet attackflygdivisioner blev dock oförändrat, fast med viss omorganisation. Fyra medeltunga divisioner blev ersatta av fyra lätta divisioner, vilket fick en större effektnedgång på Flygvapnet. Även detta försvarsbeslut resulterade i en utökning av F 21 genom att flottiljen tillfördes ytterligare en division, 213. lätta attackflygdivisionen (Urban Gul), vilken beväpnades med Sk 60B. Att flottiljen utökades med ytterligare en division, medförde att hangar- och kasernutrymmena byggdes ut, dels genom en ny 37-hangar, i likhet med den som byggdes vid samma tid i Östersund. Vidare fick en helt ny kaserntyp anläggas, detta efter att Fortifikationsförvaltningen inte hade någon lämplig utformad kasernritning av erbjuda.
I slutet av 1970-talet började spaningsversionerna av Viggen komma ut på förband. Bråvalla flygflottilj (F 13), var den första flottiljen som omskolades till SF/SH 37. År 1979 stod F 21 på tur, och spaningsdivisionen omskolades till Viggen. År 1983 överfördes den "Lätta attacken" från F 21 till Upplands flygflottilj (F 16). Som ersättning för bortfallet vid flottiljen, omskolades 213. jaktflygdivisionen med JA 37 Viggen. År 1985 omskolades även 212. jaktflygdivisionen vid flottiljen till JA 37. Flottiljen hade nu tre Viggen-divisioner, 211. spaningsflygdivisionen, 212. jaktflygdivisionen och 213. jaktflygdivisionen.
År 1993 påbörjades ett modifieringsprogram vid flottiljens flygverkstad, där SH 37 modifierades till AJSH 37. Detta följdes från 1995 av ett modifieringsprogram av SF 37 till AJSF 37. År 1996 var modifieringsprogrammet slutfört vid flottiljen, vilket resulterade i att 211. spaningsflygdivisionen från detta år flög enbart AJSF/AJSH 37.
År 1997 påbörjade flottiljen att utbilda flygbasjägare, något som i början av 2000-talet helt koncentrerades till Flygbasjägarskolan i Såtenäs.
I samband med att riksdagen antog regeringen proposition som låg grund till försvarsbeslutet 2000, beslutades bland annat om en reducering av antalet JAS 39-divisioner. Totalt skulle flygplanen fördelas på åtta divisioner och fyra flottiljer. Vidare beslutades om en avveckling av Skånska flygflottiljen (F 10) och Upplands flygflottilj (F 16). F 16 var tänkt efter F 10 att bli Flygvapnets tredje Gripen-flottilj. Beslutet medförde att F 21 istället blev Flygvapnets tredje Gripen-flottilj, och påbörjade omskolning av 323. jaktflygdivisionen under senare delen av år 2000. Samtidigt hade 213. jaktflygdivisionen Urban Gul avvecklas året innan, 1999. Spaningsdivisionen skulle till en början fortsätta flyga AJSF/AJSH 37 till år 2003, men kom i praktiken flyga med Viggen fram till år 2005.
År 2002 omskolades 212. jaktflygdivisionen vid flottiljen JAS 39A/B. Med det blev det första gången i flottiljens historia som jaktdivisionen Urban Blå tillfördes ett nytt flygsystem först. Vid tidigare omskolningar hade det hela tiden varit spaningsdivisionen Urban Röd som först tillförts nya flygplanstyper. År 2005 genomfördes den sista flygningen med AJSF/AJSH 37 på F 21, och från 2006 är flottiljens två divisioner beväpnade med JAS 39. År 2008 omskolades första divisionen till C-versionen, och F 21 blev med det första flottiljen i världen med två divisioner beväpnande med C-versionen.
Den 1 oktober 2010 byttes anropssignalerna på flottiljens divisioner till Wolf för 1:a divisionen och Dalton för 2:a divisionen.
I samband med att Sveriges riksdag beslutade om en förlängning av det svenska bidraget i Operation Unified Protector, kom flottiljen att överta ansvaret för Flyginsats Libyen och satte upp förbandet FL02 för perioden juli till oktober 2011.
Flottiljen utgjorde under åren 2005 till 2015 tillsammans med Blekinge flygflottilj (F 17) Flygvapnets två insatsflottiljer, där totalt fyra stycken insatsdivisioner ingick, samtliga beväpnade med JAS 39C/D.
Från den 1 januari 2016 kom flottiljens 211. stridsflygdivisionen och 2. flygbasbataljonen stå i beredskap för Natos snabbinsatsstyrka. Divisionen och bataljonen kom med det bilda förbandet Swedish Fighter Unit, vilket ska inom 90 dagar kunna sättas in efter ett regeringsbeslut.

### Viktigare årtal
- 1941: Norrbottens flygbaskår bildas den 1 juli.
- 1944: H.M. Konung Gustaf V överlämnade på Barkarby flygbas den 2 september förbandsfanan till flottiljen.
- 1949: Kåren tillförs en spaningsdivision, Urban Röd.
- 1957: Flottiljen tillförs ansvaret för sektor ÖN1 och ÖN3.
- 1954: Flottiljen ombeväpnas till S 29 Tunnan.
- 1959: Flottiljen tillförs S 32C Lansen.
- 1961: Tillförs tillförs en andra division, Urban Blå.
- 1963: Norrbottens flygbaskår ombildas till Norrbottens flygflottilj.
- 1965: Flottiljens sektor ÖN1 uppgår i sektor ÖN3.
- 1966: Tillförs flottiljen S 35E Draken.
- 1979: Introduceras Viggen vid flottiljen i form av SF/SH 37 versionen.
- 1973: Flottiljen tillförs en tredje division, Urban Gul.
- 1981: Flottiljen omorganiseras till storsektorflottilj (F 21/Se ÖN) för sektor ÖN (Milo ÖN).
- 1983: Divisionen Urban Blå ombeväpnas till JA 37.
- 1983: Divisionen Urban Gul omorganiseras till jakt och ombeväpnas till JA 37.
- 1994: Flottiljen återgår till vanliga flottiljorganisation och organiseras under Norra flygkommandot (FKN).
- 1999: 3. divisionen Urban Gul avvecklas.
- 2000: Flottiljen organiseras under Operativa insatsledningen (OPIL).
- 2001: Flottiljens spaningsdivision Urban Röd får i uppdrag av regeringen att bilda SWAFRAP AJS 37
- 2002: Flottiljen tillförs A-versionen av JAS 39 Gripen.
- 2006: Spaningsdivision Urban Röd ombeväpnas från AJSH/AJSF 37 Viggen till JAS 39 Gripen.
- 2006: Stridsflygdivisionen, Urban Blå, ombeväpnas till C-versionen av JAS 39 Gripen.
- 2008: Urban Röd ombeväpnar till JAS 39C, F 21 blev därmed den första flottiljen i Flygvapnet att bara flyga C-versionen.
- 2009: Urban Röd firar 60-årsjubileum.[16]
- 2010: Flottiljens divisioner får nya anropssignaler.
- 2011: Flottiljen får huvudansvar för Flyginsats Libyen (FL02) perioden juli till oktober.
- 2014: H.M. Konung Carl XVI Gustaf överlämnade den 2 september en ny förbandsfana till flottiljen.
- 2016: Flottiljen står i beredskap i Natos snabbinsatsstyrka.

## Verksamhet

### Internationell verksamhet

#### SWAFRAP AJS37
Den 21 juni 2000 beslutade regeringen om att Försvarsmakten skulle sätta upp ett förband för att delta i fredsbefrämjande insatser. Förbandet skulle vara aktivt under åren 2001 och 2006. Inom Flygvapnet skulle två snabbinsatsförband sättas upp, vilka Skaraborgs flygflottilj (F 7) tillsammans med Norrbottens flygflottilj skulle stå för. F 21 kom från den 1 januari 2001 att bidra med sin spaningsdivision Urban Röd, som bildade SWAFRAP AJS 37. Förbandet skulle kunna sättas in någonstans i Europa eller dess närhet inom 30 dagar.

#### Libyen FL02
Flottiljen satte upp FL02, vilket var Sveriges andra bidrag till Operation Unified Protector. Operation Unified Protector pågick mellan perioden 31 mars 2011 och 31 oktober 2011, och var en marin- och flygoperation led av Nato. I syfte att bland annat upprätthålla ett vapenembargo och flygförbudszon över Libyen, enligt FN:s säkerhetsråds resolution 1970 och  resolution 1973.

#### Swedish Fighter Unit
Från den 1 januari 2016 bildar flottiljens 2:a flygdivision tillsammans med 2:a flygbasbataljonen förbandet Swedish Fighter Unit. Ett insatsförband som, efter särskilt regeringsbeslut, kan sättas in vid en beslutad insats. Förbandet står med 90 dagars beredskap, och tillhör reservstyrkeregistret, Response Force Pool. Totalt beräknas drygt 180 personer tjänstgöra i Swedish Fighter Unit, som leds av överstelöjtnant Claes Bernander.

## Ingående enheter
| Beteckning                | Namn                         | Aktiv          | Anmärkning                          |
| ------------------------- | ---------------------------- | -------------- | ----------------------------------- |
| 211. stridsflygdivisionen | Urban RödWolf                | 1949–20102010– |                                     |
| 212. stridsflygdivisionen | Urban BlåDalton              | 1961–20102010– | Överförd 1961 från F 12             |
| 213. jaktflygdivisionen   | Urban Gul                    | 1973–1999      | Upplöst 1999                        |
| Flybo ÖN                  | Övre Norrlands flygbasområde | 1942–1957      |                                     |
| FBS                       | Flygvapnets flygbefälsskola  | 1943–1968      | Omlokaliserades 1968 till Malmslätt |
| ÖN1                       | Luftförsvarssektor ÖN1       | 1957–1965      |                                     |
| ÖN3                       | Luftförsvarssektor ÖN3       | 1957–1981      |                                     |
| E 4                       | Fjärde flygeskadern          | 1957–1966      |                                     |
| Se ÖN                     | Sektor Övre Norrland         | 1981-1993      |                                     |
| FK N                      | Norra flygkommandot          | 1993-1994      |                                     |

### 211.stridsflygdivisionen
211. stridsflygdivisionen eller Wolf (ursprungligen Urban Röd) är 1. divisionen vid flottiljen och bildades 1949 som en spaningsdivision, under namnet Spaningsdivisionen F 21. Divisionen fick anropssignal Urban Röd, och beväpnades de första åren med tio S 18 och tolv S 26 Mustang. År 1953 tog flottiljen genom divisionen steget in i jetåldern, genom att divisionen beväpnades med S 29 Tunnan. År 1959 tillkom S 32 Lansen till divisionen, vilket man flög med fram till 1966, då flygplanet byttes till S 35E Draken. Divisionen flög sedan spaningsversionen av Draken fram till 1979, då den byttes mot SF/SH 37. Dessa två flygplan var spaningsversionen av Viggen. I mitten av 1990-talet modifierades ett antal individer av spaningsversionen i syfte att få en vis JAS-kapacitet. Modifieringen var klar 1996, och divisionen hade då modifierat sina Viggen-flygplan till AJSF/AJSH 37. I början av 2000-talet var Urban Röd Flygvapnet enda kvarvarande spaningsdivision. År 2005 genomfördes den sista flygningen med Viggen vid divisionen, och från 2006 beväpnades divisionen med JAS 39A. I samband med divisionen tillfördes JAS, från gick den att vara en spaningsdivision till att bli en stridsflygdivision. År 2008 påbörjade flottiljen med att omskola divisionens piloter till C-versionen. Anledningen var att flottiljen tilldelats en halvering av antal flygtimmar, och flygtimmarna endast skulle användas till C-versionen. Den 29 september 2008 flögs det första flygpasset för divisionen med C-versionen. Genom att divisionen ombeväpnades, kom flottiljen bli först i världen med två divisioner beväpnade med C-versionen. År 2009 firade divisionen sin 60-årsdag genom en flyguppvisningar i över delar av Norrbotten och Västerbotten. Den 1 oktober 2010 fick divisionen ”Wolf” som ny anropssignal. Från den 1 januari 2016 ingick divisionen i förbandet Swedish Fighter Unit, vilket är ett svenskt bidrag till Natos snabbinsatsstyrka.

### 212.stridsflygdivisionen
212. stridsflygdivisionen eller Dalton (ursprungligen Urban Blå) är 2. divisionen vid flottiljen och bildades den 1 oktober 1961. Divisionen härstammar direkt från 121. jaktflygdivisionen (Ludvig Röd), vilken sattes upp åren 1942–1943 vid Kalmar flygflottilj (F 12). I samband med en omorganisation som Flygvapnet genomförde i början av 1960-talet, överfördes divisionen till F 21. Överlämningen av divisionen skedde officiellt den 1 oktober 1961, då chefen för F 12, överste Thomas Stålhandske överlämnade divisionen till chefen F 21 överste Bengt Bellander. Vid F 21 blev divisionen flottiljens 2:a division, med anropssignal Urban Blå. Divisionen var vid denna tid beväpnad med J 32B Lansen, tillsammans med divisionen till F 21. I Luleå bildade division flottiljens 2:a division, med anropssignal Urban Blå, och kvarstod som jaktdivision. År 1969 tillfördes divisionen J 35D Draken, vilka flögs fram till 1983, då divisionen tillfördes JA 37 Viggen. År 2002 blev divisionen den första vid F 21 som beväpnades med JAS 39A Gripen. Vid tidigare ombeväpningar hade divisionen fått nytt flygplanssystem mellan tre och fyra år efter Urban Röd. Med det blev det första gången i flottiljens historia som jaktdivisionen Urban Blå tillfördes ett nytt flygsystem först. I samband med att divisionen beväpnades med JAS 39A omorganiserades divisionen till en stridsflygdivision. År 2006 ombeväpnades divisionen till JAS 39C. Den 1 oktober 2010 fick divisionen ”Dalton” som ny anropssignal. I början av juni 2011 firade Urban Blå 50 sitt år jubileum, där fem ursprungliga divisionsmedlemmar från F 12 i Kalmar närvarade vid jubileet.

## Tidigare ingående enheter

### 213.jaktflygdivisionen
213. jaktflygdivisionen eller Urban Gul var 3. divisionen vid flottiljen och bildades 1973. Detta i samband med att flottiljen blev tillförd nya uppgifter i form av attackroll, och tillfördes med det en tredje flygdivision. I dagligt tal kallades divisionen för "Lätta Attacken", då den beväpnades med Sk 60B, vilken var en attackversion av skolflygplanet SK 60. Efter försvarsbeslutet 1982 genomgick Flygvapnet en större omorganisation. Vilket bland annat medförde att divisionen 1983 överfördes till Upplands flygflottilj (F 16). I realiteten var det enbart flygplanen samt attackrollen som överfördes till F 16. Då divisionen ombeväpnades till JA 37, och blev med det Flygvapnets yngsta jaktdivision. Att det var möjligt att sätta upp en ny division, berodde till stor del av att Västmanlands flygflottilj (F 1) avvecklades 1983. Och ombeväpningen av Urban Gul kunde kompensera med bortfallet av 12. jaktflygdivisionen (Adam Blå) vid F 1. Urban Gul hade sitt övnings- och baseringsområden på flygbaserna i Kiruna, Jokkmokk, Riksgränsen, Vidsel, Gällivare. År 1999 kom divisionen att avvecklas.

### Flygvapnets befälsskola

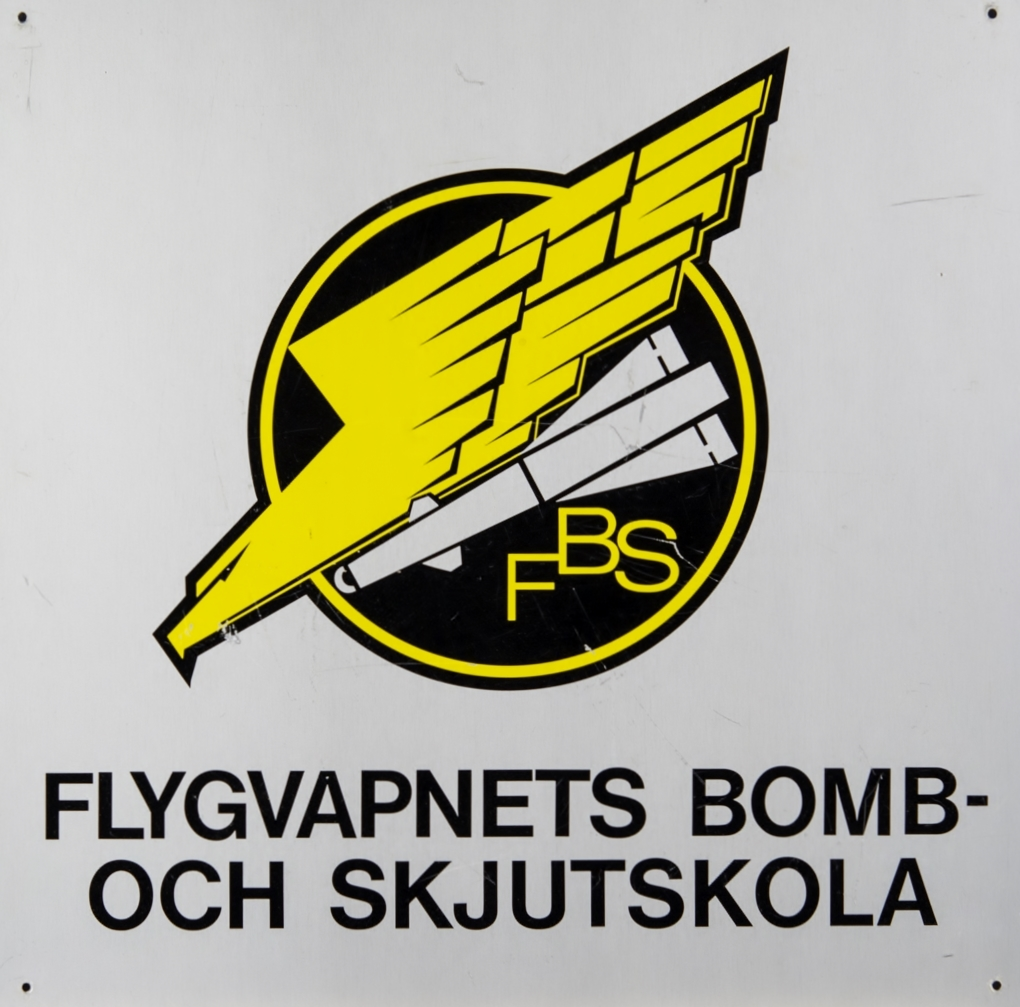
FBS emblem.

Flygvapnets flygbefälsskola (FBS) bildades den 17 maj 1943, och lokaliserades till Luleå. Skolans huvuduppgift var till en början att utbilda i bombfällning och skjutning. År 1968 överfördes skolan till Östgöta flygflottilj på Malmslätt, där den teoretiska delen hölls, medan den praktiska delen hölls vid respektive flottilj. År 1981 fick skolan namnet Flygvapnets befälsskola. År 1983 omlokaliserades skolan från Malmslätt. Vissa källor hävdar att skolan åren 1983–1985 var placerad vid Flygvapnets Södertörnsskolor i Tullinge. Andra källor hävdar att skolan omlokaliserades direkt till Uppsala, och där först blev en del av F 16. År 1985 blev skolan organisatoriskt en del av Flygvapnets Uppsalaskolor (F 20), men löd direkt under Chefen för Flygvapnet. Flygvapnets befälsskola (FBS) var tillsammans med Flygvapnets Stridsledning- och luftbevakningsskola (StrilS) de två skolor som tillfördes Luftstridsskolan från den 1 januari 2005.

### Flygräddning
På grund av de stora avstånd som flottiljens divisioner flög över stora ödemarker och Bottenviken, kom under 1967 en Flygräddningsgrupp att bildas. Flottiljen hade visserligen tillförts redan år 1963,  två Helikopter 3B, men flygräddningen var endast i beredskap under flygövningar. År 1966 gjordes en omfördelning av helikoptrarna inom Flygvapnet. Då de tunga helikoptrarna, det vill säga Helikopter 4A, fördelades till flottiljerna F 8, F 15, F 17 och F 21. Och från den 1 april 1967 infördes dygnet runt beredskap vid flygräddningsgruppen. År 1988 ersattes Helikopter 4 med två Helikopter 10A. Från den 1 januari 1998 samlades Försvarsmaktens samtliga helikopterförband inom Helikopterflottiljen. Flygräddningsgruppen vid F 21, avskildes då från flottiljen och uppgick i Norrlands helikopterbataljon, vilken var baserad vid Bodens helikopterflygplats. Genom försvarsbeslutet 2004 beslutades att Norrlands helikopterskvadron skulle omlokaliseras och samgrupperas med F 21 i Luleå. Helikopterskvadronen flyttade in på flottiljområdet under 2005 och är ett detachement till Helikopterflottiljen.

### Sektoransvar
År 1942 kom F 21 att tillföras ansvaret för Övre Norrlands flygbasområde, som var en av fem regionala ledningar av flygvapnets förband, så kallade flygbasområden. År 1957 avvecklades samtliga flygbasområden och ersattes av elva luftförsvarssektorer. För F 21:s del medförde det att man fick ett huvudansvar för två luftförsvarssektorer, ÖN1 och ÖN3 (även kända som LFC Örnen och LFC Illern). I samband med att kåren omorganiserades till flottilj, blev den även en så kallad sektorflottilj. En benämning som påvisade att en flottilj hade ett huvudansvar för en luftförsvarssektor. År 1965 gjordes en mindre förändring av luftförsvarssektorerna i Övre Norrland, då sektor ÖN1 uppgick i sektor ÖN3. År 1983 reducerades antalet luftförsvarssektor i Sverige, och ersattes med fyra luftförsvarssektor. Sektor ÖN3 tilldelades namnet Sektor Övre Norrland, dock utan någon geografisk förändring. De flottiljer som hade ett fortsatt sektoransvar kom att benämnas för Storsektorflottilj.
Genom försvarsbeslutet 1992 beslutades det bland annat att sektoransvaret skulle avskiljas från flottiljerna, och överföras till tre nyinrättade självständiga flygkommandon. År 1993 började tre sektorstaber vid F 10 i Ängelholm, F 16 i Uppsala och F 21 att omorganiseras till flygkommandon. Den 30 juni 1994 avskildes dessa från flottiljerna och blev självständiga kaderorganiserade förband inom respektive militärområde. Norra flygkommandot (FK N) fick ett samlat ansvar för hela Norrland, där man övertog sektoransvaret över Sektor Nedre Norrland, som tidigare innehafts av Jämtlands flygflottilj (F 4).

## Förläggningar och övningsplatser
Flygplatsen används även civilt, och kallas då Luleå Airport. Huvudrullbanan 14/32 förlängdes 1999 till 3 350 meter, och blev med det Sveriges och Skandinaviens längsta. Flygplatsen var tänkt att utgöra ett nav för flygfrakten som passerar över Arktisregionen.

## Heraldik och traditioner
Flottiljens heraldiska vapen baseras på Luleå stadsvapen, blå korslagda nycklar på silverfärgad botten. På vissa flygplan kom dock bottenfärgen av vapnet att vara vit beroende på att vitt kan ersätta silver inom heraldiken. I slutet på 1980-talet infördes ytterligare ett emblem som används på flottiljens transportflygplan ett renhuvud och två stiliserade flygplan mot en fjällbakgrund.
F 21 var en av de totalt åtta förband inom Flygvapnet som mottog sin fana den 17 september 1944 vid Svea flygflottilj (F 8) i Barkarby. Fanan som överlämnades av H.M. Konung Gustaf V är bland annat pryd med Luleås vapenbild. Den 2 september 2014 överlämnade H.M. Konung Carl XVI Gustaf en ny förbandsfana till flottiljen, vilken ersatte den ursprungliga fanan. Den nya förbandsfana skiljer sig från den gamla, vapenbilderna från Jämtlands flygflottilj (F 4) och Hälsinge flygflottilj (F 15) fanor återges tillsammans med Norrbottens flygflottiljs förbandsvapen. Detta då Norrbottens flygflottilj från 2005 är traditionsbärande förband över de två nedlagda flottiljerna.
Utöver traditionerna från F 4 och F 15, vårdar även flottiljen sedan år 1993 minnet för Svenska frivilligflottiljen i Finland (F 19) och sedan år 2000 minnet för Norra flygkommandot (FK N). År 1996 instiftades Norrbottens flygflottiljs förtjänstmedalj i guld (NorrbffljGM).

### Gate guards
Norrbottens flygflottilj har tre så kallade gate guards. År 1971 placerades en S 29C Tunnan (29929) som gate guard vid infarten till flottiljen, vilken togs ned i oktober 2020 för att renoveras, den 17 december 2020 lyftes den åter på plats. Den 1 november 1984 placerades en S 35E Draken (35949) vid infarten till den då nyinvigda flygstationen på andra sidan om rullbanan. Den 20 november 2019 lyftes det åter på plats efter en renovering. Flottiljen har även en AJSH 37 Viggen (37927) som gate guard vid handelsplatsen vid Betongvägen i nordvästra Luleå.

## Materiel vid förbandet

### Huvudtyper
| Spaningsflygplan - 1949–1961: S 14 Fieseler - 1949–1959: S 18A - 1949–1954: S 26 Mustang - 1953–1955: S 28B Vampire - 1954–1967: S 29 Tunnan - 1959–1961: S 32C Lansen - 1966–1979: S 35E Draken - 1979–1997: SF/SH 37 Viggen | Jaktflygplan - 1961–1969: J 32B Lansen - 1969–1985: J 35D Draken - 1983–2003: JA 37 Viggen |

| Attack- och skolflygplan - 1973–1983: Sk 60 - 2003–2005: Sk 37E Viggen | Enhetsflygplan - 1995–2005: AJSF/AJSH 37 Viggen - 2002–2008: JAS 39A/B - 2006–idag: JAS 39C/D |

### Övriga typer
| Ambulans- och transportflyg - 1941–1951: Tp 4 - 1942–1943: Tp 1 - 1948–1955: B 3 - 1949–1952: Tp 78 - 1951–1962: Tp 81 - 1957–1961: Tp 83 - 1967–1973: Tp 83 - 1960–1967: Tp 46 - 1985–1989: Tp 87 - 1989–2004: Tp 101 - 2004–200?: Tp 100C | Helikopter - 1963–1993: Hkp 3B - 1966–1988: Hkp 4A - 1988–1997: Hkp 10A |

## Förbandschefer
Kår-, flottilj- och sektorflottiljchefer

Åren 1941–1963 titulerades chefen "Kårchef", och de första åren tjänstegraden överstelöjtnant. Från 1942 fick kårchefen vid F 21 tjänstegraden överste. Åren 1942–1957 var chefen för F 21 tillika chef för Övre Norrlands flygbasområde. När flottiljorganisation infördes 1963, titulerades chefen "flottiljchef", och hade tjänstegraden överste. Åren 1976–1994 hade flottiljchefen titeln "sektorflottiljchef". Sektorflottiljchefen hade tjänstegraden överste av 1:a graden. Från den 1 juli 1994 tituleras chefen återigen "flottiljchef", och har tjänstegraden överste.

- 1941–1942: Fredrik Adilz
- 1942–1946: Gösta von Porat
- 1946–1951: Lars-Erik Tornberg
- 1951–1957: Hugo Svenow
- 1957–1959: Gunnar Lindberg
- 1959–1965: Bengt Bellander
- 1965–1966: Jan Oterdahl
- 1966–1969: Tord Norlin
- 1969–1976: Rune Larsson
- 1976–1980: Hans Hansson
- 1980–1982: Lars-Bertil Persson
- 1982–1984: Bert Stenfeldt
- 1984–1987: Carl-Johan Rundberg
- 1987–1991: Roland Magndahl
- 1991–1993: Kent Harrskog
- 1993–1994: Curt Westberg
- 1994–1998: Roland Sterner
- 1998–2001: Frank Fredriksson
- 2002–2005: Jan Otterström
- 2005–2008: Lars Jäderblom
- 2008–2011: Per Nilsson
- 2011–2015: Fredrik Bergman [d]
- 2015–2018: Carl-Johan Edström [e]
- 2018–2021: Claes Isoz [f]
- 2021–2023: Carl-Fredrik Edström [g]
- 2023–20xx: Peter Greberg [h]

Ställföreträdande sektorflottiljchefer och tillika flottiljchefer 

För att avlasta sektorflottiljchefen tillfördes 1975 en ställföreträdande sektorflottiljchef. Dennes uppgift var att leda förbandsproduktionen, en uppgift i stort lika med den gamle flottiljchefens. Därav titulerades även han som "flottiljchef". Den ställföreträdande sektorflottiljchefen hade tjänstegraden överste. Den 30 juni 1993 utgick befattningen ställföreträdande sektorflottiljchef.

- 1975–1976: Hans Hansson
- 1977–1979: Bror Larsson
- 1980–1984: Carl-Johan Rundberg
- 1984–1988: Karl-Göte Widén
- 1988–1990: Kent Harrskog
- 1990–1993: ?

## Namn, beteckning och förläggningsort
| Kungl. Norrbottens flygbaskår   | 1941-07-01 | – | 1963-06-30 |
| Kungl. Norrbottens flygflottilj | 1963-07-01 | – | 1974-12-31 |
| Norrbottens flygflottilj        | 1975-01-01 | – |            |

| F 21        | 1941-07-01 | – | 1957-09-30 |
| F 21/Se ÖN1 | 1957-10-01 | – | 1965-??-?? |
| F 21/Se ÖN3 | 1957-10-01 | – | 1981-??-?? |
| F 21/Se ÖN  | 1981-??-?? | – | 1993-06-30 |
| F 21/FK N   | 1993-07-01 | – | 1994-06-30 |
| F 21        | 1994-07-01 | – |            |

| Fällfors flygbas (B)              | 1941-07-01 | – | 2006-??-?? |
| Hedens flygbas (B)                | 1941-07-01 | – | 1983-??-?? |
| Jokkmokks flygbas (B)             | 1941-07-01 | – |            |
| Kalixfors flygbas (B)             | 1941-07-01 | – | 1999-??-?? |
| Kalix flygbas (B)                 | 1941-07-01 | – | 19??-??-?? |
| Luleå flygplats (F)               | 1941-07-01 | – |            |
| Olofsfors-Nordmalings flygbas (B) | 1941-07-01 | – | 19??-??-?? |
| Unbyns flygbas (B)                | 1940-??-?? | – | 19??-??-?? |